# Evil Activities
Evil Activities (* 23. August 1979 in Krimpen aan den IJssel, eigentlich Kelly van Soest) ist ein niederländischer Hardcore-Techno-Produzent und Disc Jockey (DJ). Er ist  in Hardstyle-Kreisen auch bekannt unter dem Pseudonym Max Enforcer.

## Karriere

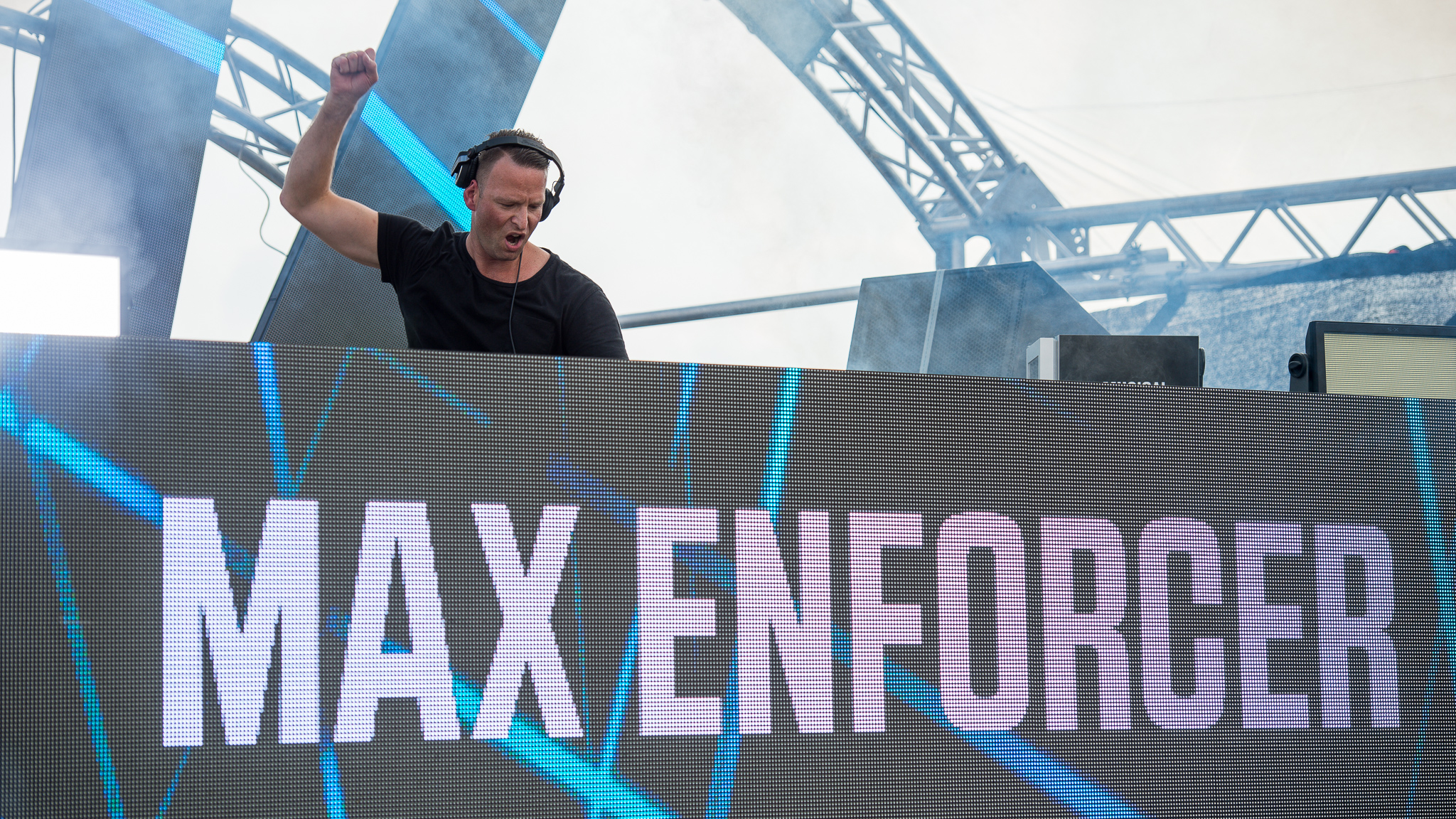
Kelly van Soest als Max Enforcer beim Open Beatz Festival 2016

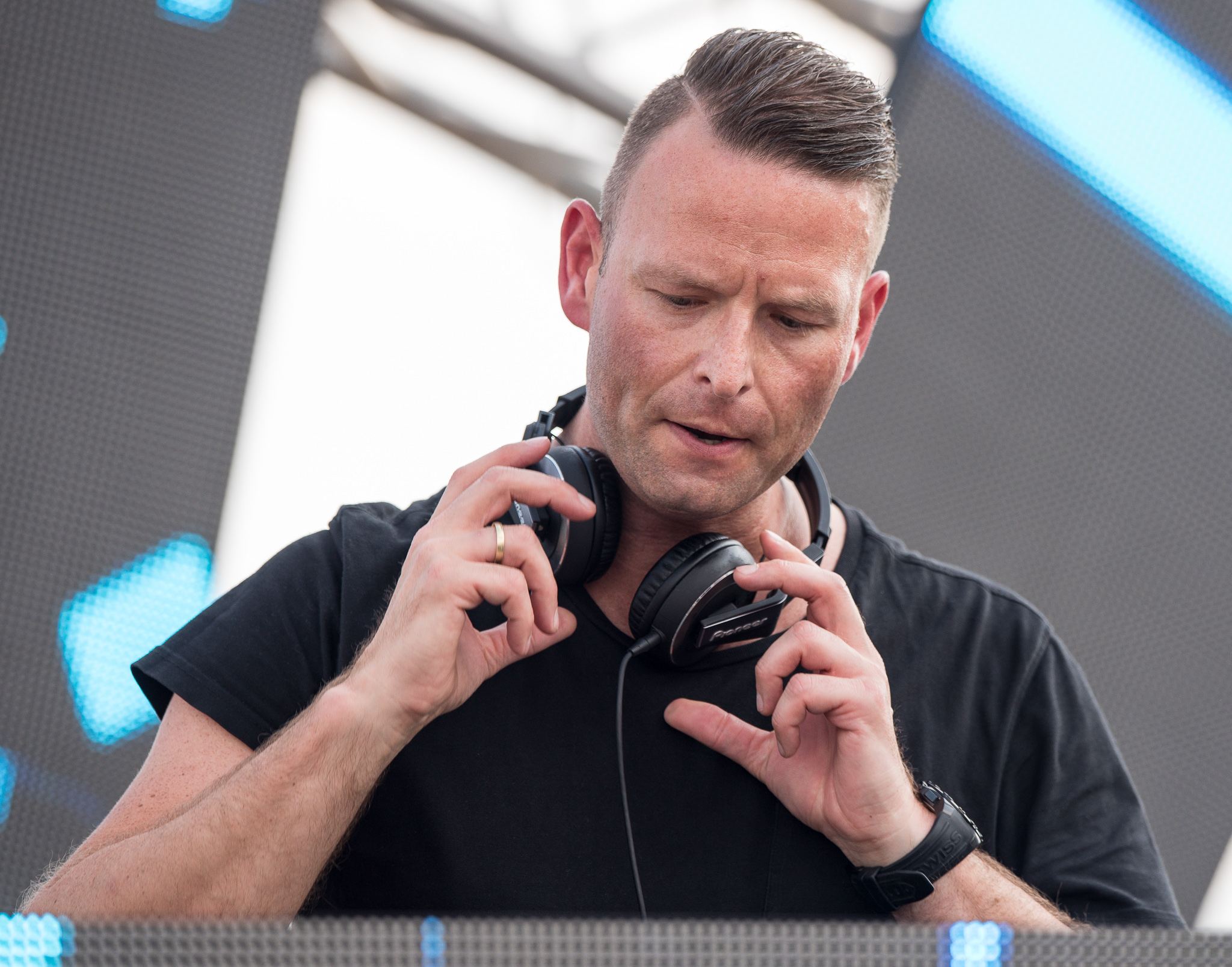
Max Enforcer beim Open Beatz Festival 2016

Kelly van Soest wohnt in Rotterdam, wo er unter anderem DJ Neophyte kennenlernte, auf dessen Label Neophyte Records er heute seine Platten veröffentlicht. Bekannt in der Gabberszene wurde er vor allem durch Tracks wie „Be Quiet“ (zusammen mit DJ Panic geschrieben und arrangiert), „Before Your Eyes“ (zusammen mit Endymion) oder auch „Alles Kapot (10 Jaar Later Lekkur Dan...)“ (von DJ Neophyte). Charakteristisch für die Musik von Evil Activities sind mehr oder weniger fröhliche Melodien, mit oft hands-up-mäßigen Tönen. Vergleiche hierzu: Mainstyle sowie gesampleten Vocals. So enthält zum Beispiel sein Track „State Of Emergency“ (zusammen mit Chaosphere) ein Vocalsample von Björks „Joga“ (ebenso enthält auch sein Track „No Place To Hide“ ein Sample aus Björks „Hidden Place“)  oder ist „One of These Days“ (zusammen mit Neophyte) ein Remake des Liedes „Break Stuff“ von Limp Bizkit. Der Track „Nobody said it was easy“ enthält zum Beispiel ein Vocalsample der Gruppe Coldplay bei der ihr Sänger Chris Martin zu hören ist.
Kelly van Soest ist weiterhin Mitglied in Acts wie Masters Of Ceremony (Jeroen Streunding, Jarno Butter, Danny Greten, Niels van Hoeckel und Kelly van Soest) und dem antirassistischen Projekt Hardcore United (zusammen mit Angerfist, DJ Neophyte und Outblast). Als Evil Activities Live-Act wird van Soest von Jan Kramer alias DJ Dazzler sowie Niels van der Hau unterstützt.
Besonders an seinem ersten Album Dedicated (2003) ist, dass es aus zwei CDs besteht. Auf der ersten CD befinden sich die etwas neueren Tracks („New Shit“), auf der zweiten CD („Old Shit“) ältere Tracks sowie die Aufnahme eines Live-Auftritts in der Turbinenhalle in Oberhausen.
Mit Hardstyle-Produzenten wie The Beholder (Jeroen Streunding von Neophyte) und Balistic (DJ Panic) produzierte er unter seinem Pseudonym „Max Enforcer“ bereits das Decibel Anthem und einen Remix des Tracks Stampuuh von The Prophet und Deepack.

## Diskographie

### Alben
- 2003 Evil Activities - Dedicated
- 2008 Evil Activities - Evilution
- 2012 Evil Activities - Extreme Audio
- 2013 Evil Activities - Evil's Greatest Activities (Best-of-Album)

### Singles
- 1998 Evil Activities - Untitled
- 1999 Evil Activities - 6 Months To X-Tinction
- 1999 Evil Activities - The Introduction
- 2000 Evil Activities - 3 Months To X-Tinction
- 2001 Evil Activities - Extinction
- 2001 Evil Activities - X-Tinction
- 2001 The Beholder Feat. Max Enforcer & Mike Impulz - Beating Of The Drumz
- 2002 Evil Activities vs. Endymion - Before Your Eyes
- 2003 Evil Activities - Dedicated (To Those Who Tried To Hold Me Down)
- 2003 Evil Activities & The Viper - Project: Hardcore
- 2003 Evil Activities vs. Chaosphere - State Of Emergency
- 2003 The Beholder & Balistic Feat. Max Enforcer - Decibel 2003
- 2004 The Beholder & Balistic Feat. Max Enforcer - Bigger, Better, Louder! (The Official Decibel 2004 Anthem)
- 2004 The Beholder & Max Enforcer - Pulse Protraction
- 2004 DJ Neophyte vs. Evil Activities - One Of These Days
- 2005 The Beholder & Max Enforcer / The Prophet - Bitcrusher / Mani-X
- 2005 Evil Activities - Back On Track
- 2005 The Beholder & Balistic Feat. Max Enforcer - Nuclear Reaction
- 2005 Evil Activities & DJ Panic - Never Fall Asleep
- 2006 Neophyte & Evil Activities - Invasion
- 2007 Evil Activities vs. The Viper - How Long
- 2008 Evil Activities vs. Nosferatu - From Cradle To Grave
- 2008 Evil Activities - Nobody Said It Was Easy
- 2008 Endymion & Evil Activities - To Claim The Future
- 2009 Evil Activities & DJ Panic - Invincible
- 2010 Evil Activities - Evil Inside
- 2010 Max Enforcer - Gold
- 2010 Max Enforcer & Waverider - Epic / Dilemma
- 2010 Max Enforcer feat. The Rush - Fade To Black (Black 2010 Anthem)
- 2011 Evil Activities & Endymion feat. E-Life - Broken
- 2011 Evil Activities & Endymion - Changed The Game
- 2011 The Viper & Evil Activities - Raving Bootleg
- 2011 Zany & Max Enforcer Feat. MC DV8 - Sound Intense City (Decibel 2011 Anthem)
- 2012 Evil Activities & E-Life - World Of Madness (Defqon.1 2012 O.S.T.)
- 2013 Max Enforcer - Lost in Paradise
- 2014 Max Enforcer - Creatures (Q-Base 2014 Open Air Anthem)

### Remixe
- 2000 Endymion - Demonsworld - Judge Of Darkness (Evil Activities Remix)
- 2001 DJ Nosferatu - Fuck The Prejudice - The Future (Evil Activities Remix)
- 2001 Endymion - The Origin Of Core - Mix Edition - Judge Of Darkness (Evil Activities Remix)
- 2001 Various - The Remix Project Vol. I - Nightraver - We Are From... (Evil Activities Remix)
- 2002 Various - Mid-Town Records Hardcore Collection 1 - The Nightraver - We Are From Rotterdam (Evil Activities Remix)
- 2002 DJ Zemtec - Bring Me Ur Silence (The Beholder & Max Enforcer Remix)
- 2002 The Beholder & Balistic - Decibel Anthem (Max Enforcer Remix)
- 2003 DJ Zemtec - Bring Me Ur Silence  (Beholder & Max Enforcer Remix)
- 2003 The Beholder & Balistic - Hard Bass Extreme (Max Enforcer Remix)
- 2003 Hardheadz - Wreck The Rmx (Beholder & Enforcer Remix)
- 2004 Paul Elstak - Offensive Remix Project Part 2 - I Am A God (Evil Activities Rmx)
- 2005 The Prophet & DJ Duro - Shizzle The Rmx (The Beholder & Max Enforcer Remix)
- 2005 DJ Jappo And Lancinhouse* - Exlxaxl (Original Hardcore Remixes) (Neophyte And Evil Activities Remix)
- 2005 Hardcore United - Time To Make A Stand (DJ Neophyte & Evil Activities Mix)
- 2006 The Beholder & Balistic - Decibel Anthem (Max Enforcer Remix)
- 2006 Tha Playah - Fuckin' Weird Titties & Clits Weird Clit (Neophyte & Evil Activities Remix)
- 2006 Neophyte - Recht Uit De Ondergrond - None Of Ya Left (Evil Activities Remix)
- 2007 The Prophet vs. Deepack - Remixxed 001 - The Prophet vs. Deepack - Stampuhh!! Rmxx!! (The Beholder & Max Enforcer Remix)
- 2007 Various - Rotterdam Records 100 - Euromasters - Alles Naar De Klote (Subtiel Naar De Tyfus Geholpen Door Neophyte & Evil Activities)
- 2007 Various - Hardstyle Volume.02 - DJ Zemtec - Bring Me Ur Silence (The Beholder & Max Enforcer Mix)
- 2008 Headbanger Feat. Alee & Ruffian - Headbangers Theme (The 2008 Remixes) - Headbangers Theme (Evil Activities Remix)
- 2010 Brennan Heart - Alternate Reality (Qlimax Anthem 2010) (Evil Activities vs. Endymion Remix)